# قلعه غلام مظفر زنگنه
الگو:جعبه اطلاعات سکونتگاه
روستای قلعه غلام مظفر زنگنه از توابع شهرستان لامرد در استان فارس ایران است که در فاصله ۸ کیلومتری شمال شهر لامرد قرار دارد.

## پیشینه
تأسیس این روستا به حدود سال ۱۲۸۰ هجری شمسی بازمی‌گردد؛ زمانی که غلام مظفر زنگنه به‌همراه همسرش هاجر حسین‌محمد زایرحسین سناسیری (کمشکی) با ساخت قلعه‌ای در این منطقه، نخستین پایه‌های سکونت را بنیان نهادند.
اجداد غلام مظفر، از جمله مظفر غلام‌محمد میرزای قائد (کا)  کمال‌الدین کمارجی زنگنه از طایفه اصیل زنگنه، ابتدا در کرمانشاه و کردستان عراق سکونت داشتند و در دوران زندیه همراه با خاندان زند به شیراز مهاجرت کردند. پس از انقراض زندیه، برای در امان ماندن از انتقام قاجارها به منطقه لامرد کوچ نمودند.

## توسعه معاصر
در دهه‌های بعد، فرزندان غلام مظفر، مظفر و میرزا، راه پدر را ادامه دادند. امروزه این روستا با نخلستان‌ها، باغات، مزارع، رستوران‌ها، و منازل مسکونی متعدد، به یکی از روستاهای آباد شهرستان لامرد تبدیل شده است.
در دهه اخیر،  ابراهیم غلام‌زاده زنگنه (فرزند حاج قاسم میرزا و نبیره بنیان‌گذار روستا)،««* مدیرعامل شرکت کارخانجات  سیمان لامرد
- رئیس هیئت‌مدیره شرکت مجتمع صنعتی سیمان استهبان
- رئیس اتاق مشترک بازرگانی ایران و کویت
- مالک باشگاه فوتبال برق شیراز

» با بهره‌گیری از ظرفیت‌های مدیریتی و اقتصادی، اقدامات گسترده‌ای برای احیای این روستا انجام داده است. وی دارای مسئولیت‌های زیر می‌باشد:
اقدامات وی شامل خرید و تجمیع اراضی از وراث، احداث نخلستان‌های جدید، بازسازی قلعه تاریخی، و ساخت اماکن مذهبی و فرهنگی بوده است. این فعالیت‌ها موجب رونق مجدد روستا و تقویت جایگاه آن در منطقه شده‌اند.

## ویژگی‌ها
- جمعیت: حدود ۵۰ خانوار در دو بخش «قلعه بالا» و «قلعه پایین»
- کشاورزی: نخلستان‌های قدیمی و جدید با منابع آبی پایدار
- منابع آب: آب‌انبار تاریخی و چاه‌های آب شیرین متعدد
- میراث فرهنگی: قلعه غلام مظفر، بازسازی‌شده و نماد هویتی روستا
- زیرساخت‌ها: باغ‌های مجالس، اماکن مذهبی و مراکز خدماتی